# Château d'Argenteau
Le château d'Argenteau est un château situé à Argenteau, dans la commune belge de Visé, au bord de la Julienne.

## Historique
Dès le xe siècle, un château fort s'élève sur un rocher au-dessus de la Meuse, censé empêcher une invasion des Normands. Cependant, après le siège de Maastricht, le château médiéval est détruit par les troupes françaises en 1674, ainsi que le fort de Navagne, situé à quelques kilomètres en aval.
Le château actuel est construit en 1683 pour devenir la résidence des comtes de Mercy-Argenteau. Parmi eux, François de Mercy-Argenteau (nl) sera chambellan de Napoléon.
En 1903, le château est acheté par le sénateur Guillaume van Zuylen. L'évêque liégeois Guillaume-Marie van Zuylen y naît en 1910. La famille van Zuylen vend le château en 2001 à l'homme d'affaires hollandais Rob Ziec. En 2019, le château et la ferme sont à nouveau en vente,.

## Description

### Parc
Le château possède un magnifique parc, qui comprend un cèdre du Liban qui a été planté en 1804.

### Chapelle de Wixhou
Au sud-est du château se trouve le hameau de Wixhou, dont la chapelle est la propriété des habitants du château.

## Musique
La comtesse Louisa de Mercy-Argenteau, épouse du comte Eugène de Mercy-Argenteau, invite de nombreux musiciens à venir séjourner au château d'Argenteau, tels que Franz Liszt, qui joue de l'orgue à la chapelle de Wixhou, la pianiste et violoniste Juliette Folville (1870-1946), ou encore les compositeurs russes Alexandre Borodine et César Cui.
Ce dernier y compose plusieurs œuvres dont un cantique pour deux voix d’enfants, Les oiseaux d’Argenteau, une suite pour piano À Argenteau comptant neuf pièces dont cinq, Farniente, Causerie, À la Chapelle, Le Rocher et Le Cèdre formeront la Suite n°4 orchestrée par Glazounov. Dans Le Rocher, Cui, avec ses sonneries de trompettes, ressuscite l’ancien château-fort d’Argenteau et les assauts héroïques. Parfois, lors de ses séjours à Argenteau, Cui allait s’asseoir et travailler à l’ombre du cèdre de la propriété, si majestueux qu’il faisait dire à Liszt : « C’est un arbre devant lequel on ne saurait passer sans se découvrir. » Dans Le Cèdre, le thème ample et majestueux est fait de notes inspirées par la transcription du nom Ar-G-En-tE-Au dans la dénomination allemande des notes. C’est à Argenteau encore qu’en 1888, César Cui compose son opéra en trois actes Le Flibustier sur des poèmes de l’écrivain français Jean Richepin (1849-1926).

## Galerie

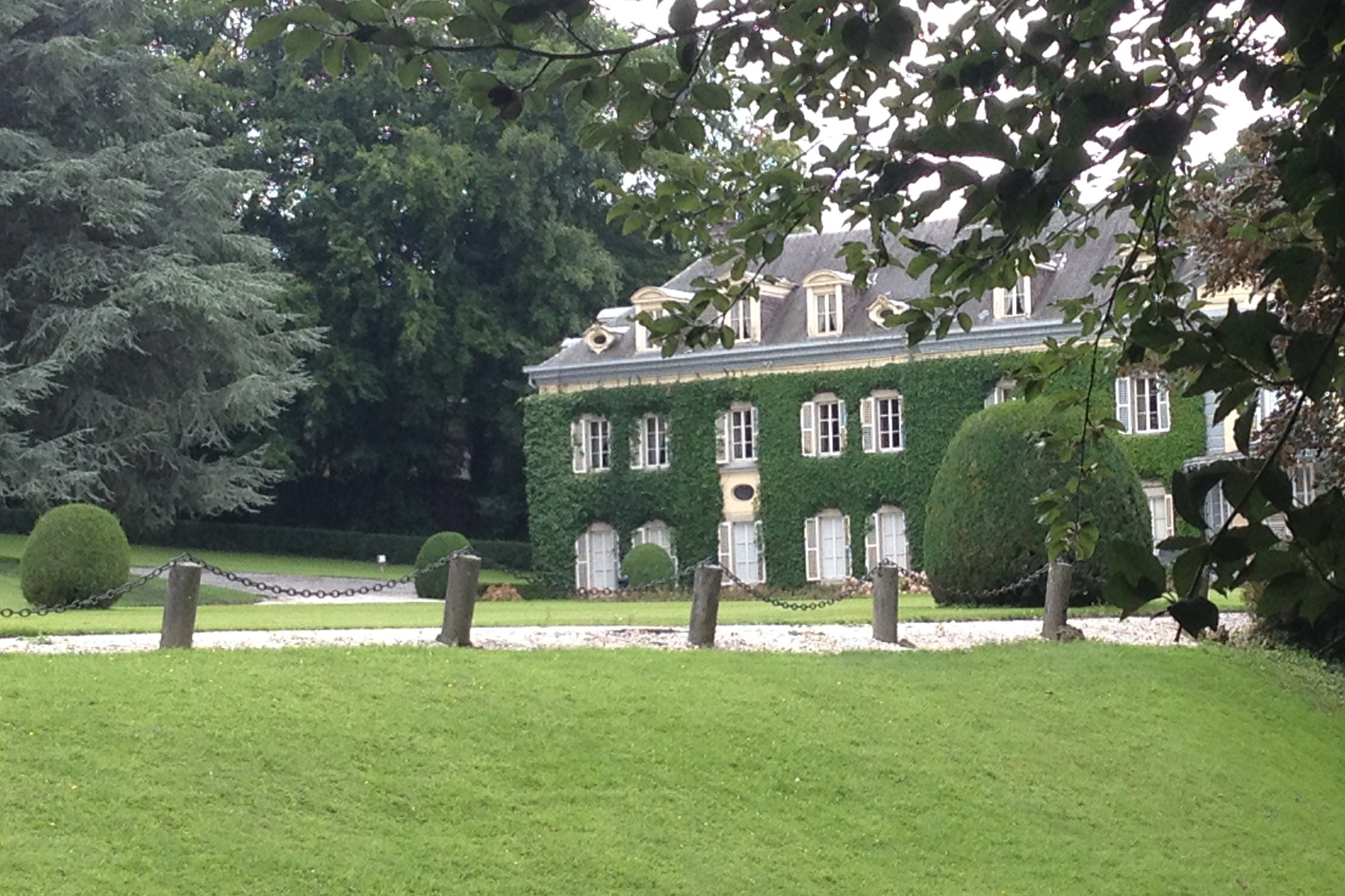
Façade avant du château
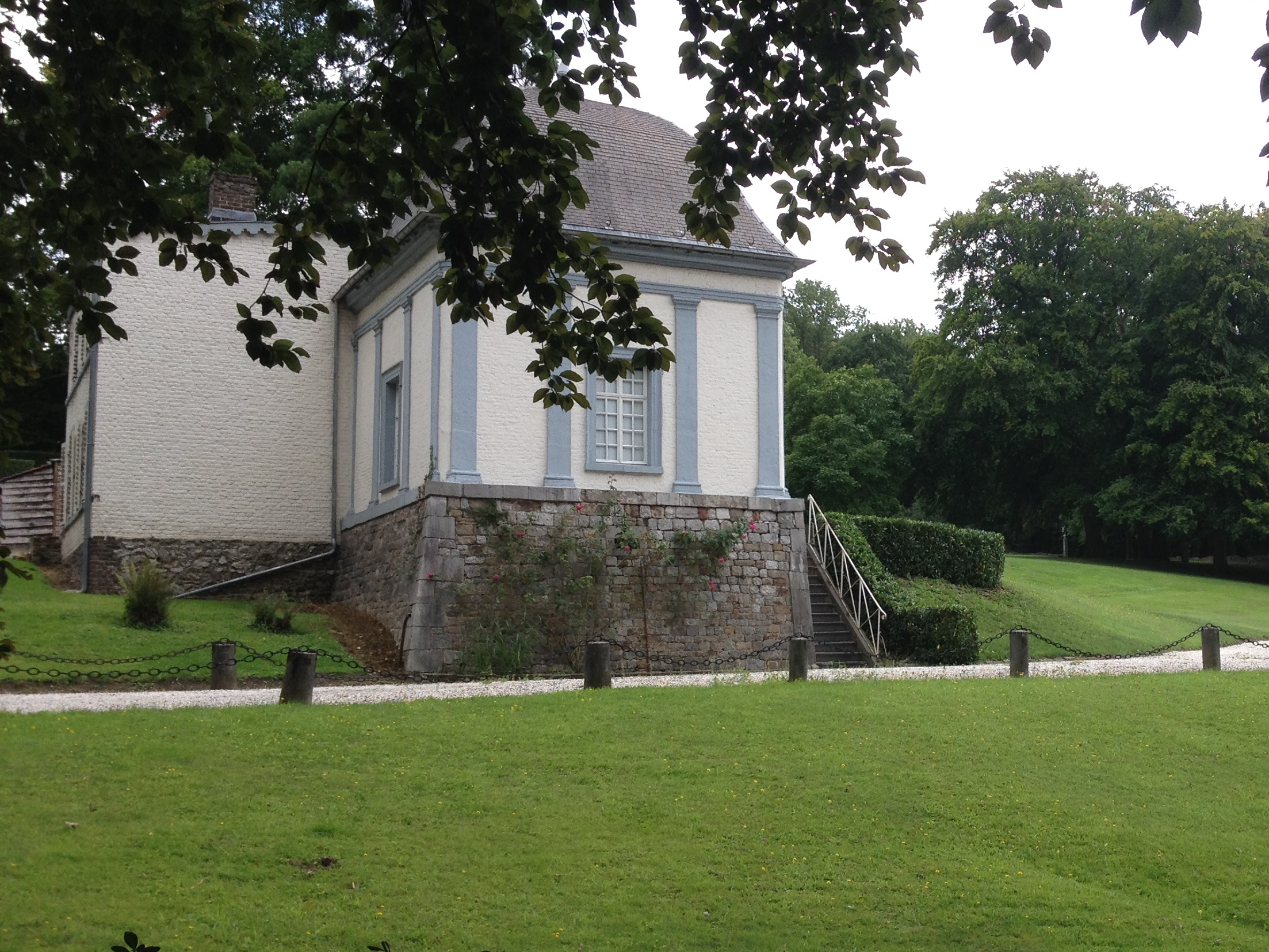
Orangerie du château
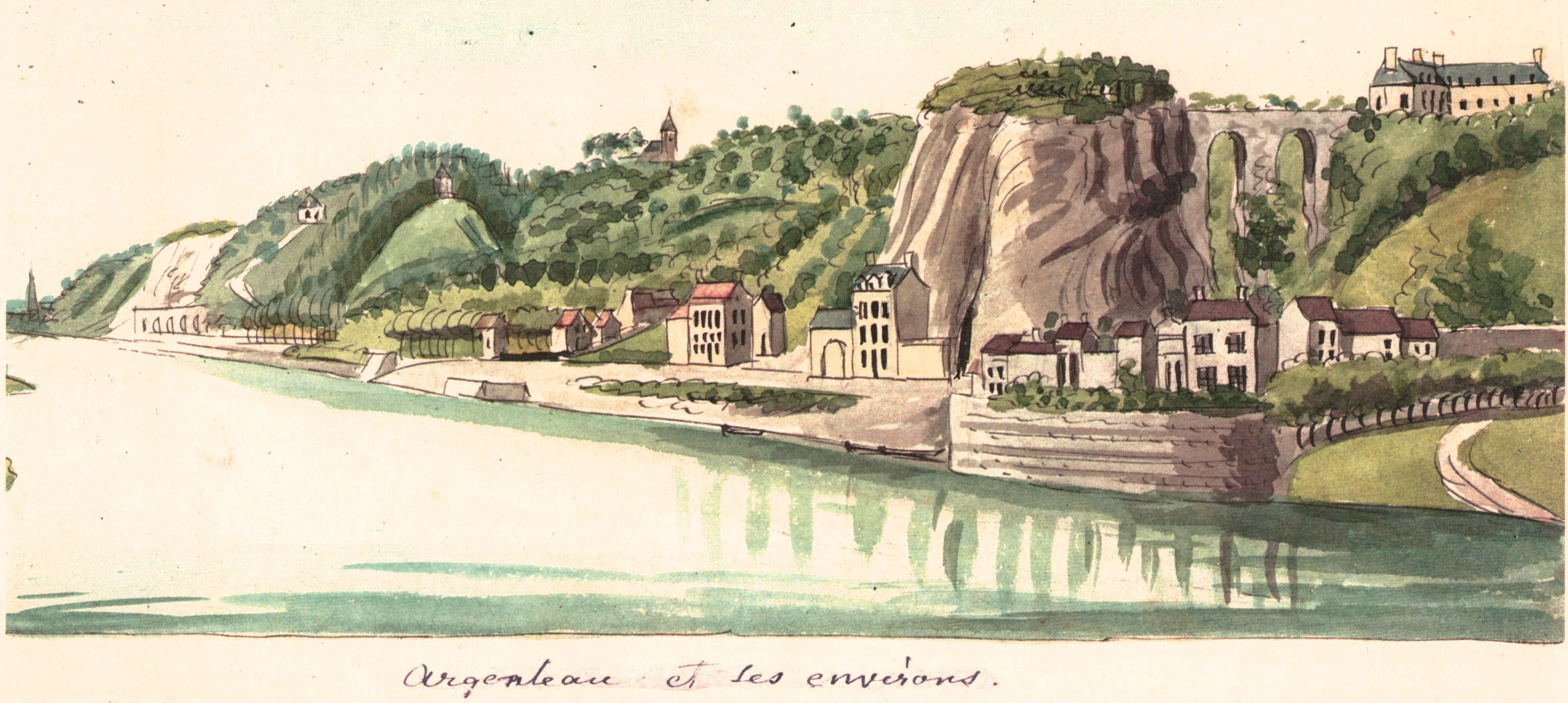
À droite, le château actuel avec le pont vers le rocher où se dressait autrefois l'ancienne forteresse. (Philippe van Gulpen (nl), milieu du xixe siècle)
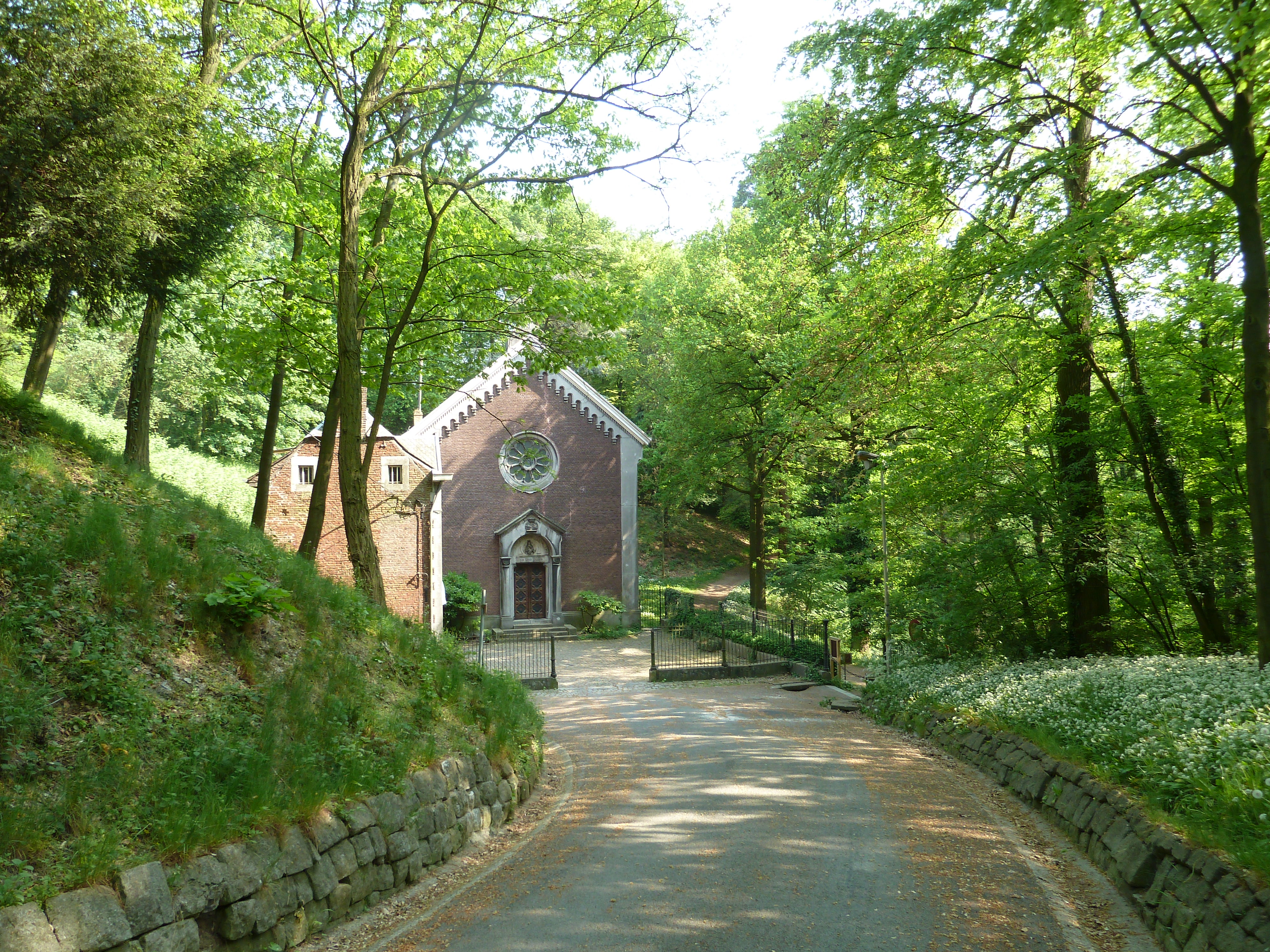
La chapelle de Wixhou

## Sources
- Marie Cornaz, « Louisa de Mercy-Argenteau, une comtesse musicienne », Revue de la Société liégeoise de musicologie, vol. 20,‎ 2002, p. 123-133 (lire en ligne [PDF])